# UTC−04:00

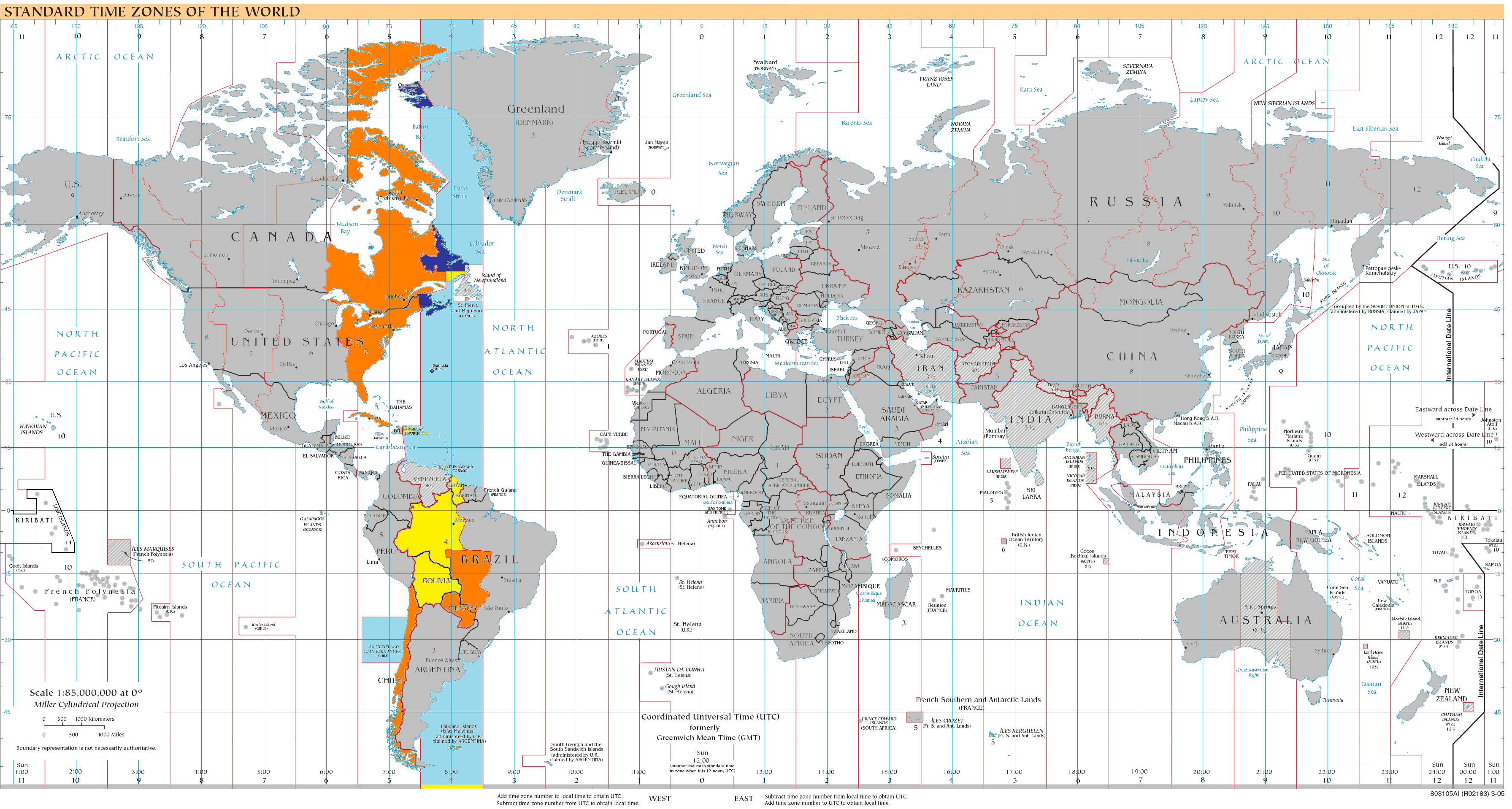
UTC–4-hez tartozó területek:

Az UTC–04:00 egy időeltolódás, amely négy órával van hátrább az egyezményes koordinált világidőnél (UTC).

## Alap időzónaként használó területek (az északi félteke télen)

### Észak-Amerika
- Dánia
  -  Grönland (Dánia külbirtoka)
    - Qaanaaq
    - Thule légibázis
    - Pituffik (megszűnt település)

- Kanada
  - Új-Brunswick
  - Új-Skócia
  - Prince Edward-sziget
  - Új-Fundland és Labrador
    - Labrador (kivéve a L'Anse-au-Clair és Norman Bay települések közti területet)

- Egyesült Királyság
  -  Bermuda (az Egyesült Királyság tengerentúli területe)

## Alap időzónaként használó területek (a déli félteke telein)

### Dél-Amerika
- Chile
- Paraguay

### Antarktika
- egyes területek

## Alap időzónaként használó területek (egész évben)

### Észak-Amerika
- Kanada
  - Québec (ny. h. 63°-tól keletre)

### Közép-Amerika
- Egyesült Királyság
  -  Anguilla (az Egyesült Királyság tengerentúli területe)
  -  Montserrat (az Egyesült Királyság tengerentúli területe)
  -  Brit Virgin-szigetek (az Egyesült Királyság tengerentúli területe)

- Antigua és Barbuda
- Barbados
- Dominikai Köztársaság
- Dominikai Közösség
- Grenada
- Saint Kitts és Nevis
- Saint Lucia
- Saint Vincent és a Grenadine-szigetek
- Trinidad és Tobago

- Egyesült Államok
  -  Puerto Rico (az Egyesült Államok külbirtoka)
  -  Amerikai Virgin-szigetek (az Egyesült Államok külbirtoka)

- Hollandia
  - Aruba (Hollandia külbirtoka)
  - Curaçao (Hollandia külbirtoka)
  - Sint Maarten (Hollandia külbirtoka)
  - Bonaire (Hollandia külbirtoka)
  - Sint Eustatius (Hollandia külbirtoka)
  - Saba (Hollandia külbirtoka)

- Franciaország
  - Guadeloupe (Franciaország külbirtoka)
  - Martinique (Franciaország külbirtoka)
  - Saint Barthélemy (Franciaország külbirtoka)
  - Szent Márton-sziget (Franciaország külbirtoka)

### Dél-Amerika
- Bolívia
- Brazília
  - Amazonas (kivéve délnyugat)
  - Rondônia
  - Roraima
  - Mato Grosso
  - Mato Grosso do Sul

- Guyana
- Venezuela

## Nyári időszámításként használó területek (az északi félteke nyarain)

### Észak-Amerika
- Kanada
  - Nunavut
    - Qikiqtaaluk régió (kivéve Resolute település)

  - Ontario
    - ny. h. 90°-tól keletre

  - Québec (kivéve a legkeletibb területei)

- Egyesült Államok
  -  Connecticut 
  -  Delaware 
  - Washington, D. C.
  -  Georgia 
  -  Maine 
  -  Maryland 
  -  Massachusetts 
  -  New Hampshire 
  -  New Jersey 
  -  New York 
  -  Észak-Karolina 
  -  Ohio 
  -  Pennsylvania 
  -  Rhode Island 
  -  Dél-Karolina 
  -  Vermont 
  -  Virginia 
  -  Nyugat-Virginia 
  -  Florida  (kivéve Bay megye, Calhoun megye, Escambia megye, Holmes megye, Jackson megye, Okaloosa megye, Santa Rosa megye, Walton megye, Washington megye és Gulf megye északi területei)
  -  Indiana  (kivéve Jasper megye, Lake megye, LaPorte megye, Newton megye, Porter megye, Starke megye, Gibson megye, Perry megye, Posey megye, Spencer megye, Vanderburgh megye és Warrick megye)
  -  Michigan  (kivéve Dickinson megye, Gogebic megye, Iron megye és Menominee megye)
  -  Kentucky 
    - minden a következőktől keletre eső megye az államban (a felsoroltak nem tartoznak ide): Breckinridge megye, Grayson megye, Hart megye, Green megye, Adair megye, Russell megye és Clinton megye

  -  Tennessee 
    - Scott megye
    - Morgan megye
    - Roane megye
    - Rhea megye
    - Hamilton megye
    - minden a fentiektől keletre eső megye az államban

### Közép-Amerika
- Bahama-szigetek
- Haiti
- Kuba
- Egyesült Királyság
  -  Turks- és Caicos-szigetek (az Egyesült Királyság tengerentúli területe)

## Időzónák ebben az időeltolódásban
| Időzóna neve angolul     | Időzóna neve magyarul     | Időzóna rövidítése |
| ------------------------ | ------------------------- | ------------------ |
| Eastern Daylight Time    | Keleti parti nyári idő    | EDT                |
| Atlantic Standard Time   | Atlanti-óceáni (téli) idő | AST                |
| Amazon Time              | Amazonasi idő             | AMT                |
| Bolivia Time             | Bolíviai idő              | BOT                |
| Cuba Daylight Time       | Kubai nyári idő           | CDT                |
| Chile Standard Time      | Chilei téli idő           | CLT                |
| Guyana Time              | Guyanai idő               | GYT                |
| Paraguay Time            | Paraguayi téli idő        | PYT                |
| Venezuelan Standard Time | Venezuelai idő            | VET                |
| Quebec Time Zone[a]      | -                         | Q                  |

## Megjegyzés
↑ a:  Katonai időzóna.

## Fordítás
Ez a szócikk részben vagy egészben  az   UTC−04:00 című angol Wikipédia-szócikk ezen változatának fordításán alapul.  Az eredeti cikk szerkesztőit annak laptörténete sorolja fel. Ez a jelzés csupán a megfogalmazás eredetét és a szerzői jogokat jelzi, nem szolgál a cikkben szereplő információk forrásmegjelöléseként.